# Philautus tytthus
Philautus tytthus és una espècie de granota que es troba a Myanmar i, possiblement també, a la Xina.